# 格罗瑟拉赫
格罗瑟拉赫是德国巴登-符腾堡州的一个市镇。总面积27.14平方公里，总人口2485人，其中男性1336人，女性1149人（2011年12月31日），人口密度92人/平方公里。